# Sphaeroma tuberculata
Sphaeroma tuberculata är en kräftdjursart som beskrevs av Brocchi 1875. Sphaeroma tuberculata ingår i släktet Sphaeroma och familjen klotkräftor. Inga underarter finns listade i Catalogue of Life.